# Phyllidiopsis burni
Espèce
Phyllidiopsis burni est une espèce de nudibranches de la  famille des Phyllidiidae.

## Distribution
Cette espèce se rencontre dans la zone tropicale Ouest-Pacifique.

## Habitat
Son habitat correspond à la zone récifale externes ainsi que sur les platiers jusqu'à 30 m de profondeur.

## Description
Cette espèce peut mesurer jusqu'à 7 cm.
Le corps est allongé et limaciforme.
Le manteau a une teinte de fond noire, la surface du corps est garnie d'agglomérats de petits tubercules rosâtres de forme plutôt longitudinale.
Les rhinophores sont lamellés,rétractiles et de teinte noire.
Le dessous du pied est gris avec en bordure périphérique un liseré rosâtre.

## Éthologie
Cette Phyllidie est benthique et diurne.

## Alimentation
Phyllidiopsis burni se nourrit exclusivement d'éponges.

## Systématique
Le nom valide complet (avec auteur) de ce taxon est Phyllidiopsis burni Brunckhorst (d), 1993,.

## Étymologie
Son épithète spécifique, burni, lui a été donnée en l'honneur du malacologiste australien Bob Burn (d) (1937-).

## Publication originale
- (en) David J. Brunckhorst, « The systematics and phylogeny of Phyllidiid Nudibranchs (Doridoidea) », Records of the Australian Museum, Supplements, Sydney, Australian Museum, vol. 16,‎ 28 janvier 1993, p. 1-107 (ISSN 0812-7387 et 1839-5082, DOI 10.3853/J.0812-7387.16.1993.79, lire en ligne).